# Giovanni da Oriolo
Ne doit pas être confondu avec Giovanni di Giuliano da Oriolo, Giovanni di Andrea da Riolo ou Giovanni Pietro da Oriolo.
Giovanni da Oriolo  ou Giovanni di Giuliano da Oriolo, né à Oriolo (près de Faenza), actif en 1439- mort vers 1474, est un peintre italien du Quattrocento qui fut actif  à Faenza et dans le nord de l'Italie au XVe siècle.

## Biographie
Giovanni da Oriolo est connu pour le portrait de Lionel d'Este (1447, National Gallery, Londres) similaire à celui réalisé par Pisanello (vers 1441, Galerie Carrara, Bergame). Il existe un  paiement à l'ordre de Magistro Johanni de Faventia en date du 21 juin 1447 qui pourrait se référer à ce portrait. En 1449, il retourna à Faenza où il fut commissionné pour la réalisation des portraits (disparus) des deux filles (Elisabetta et Barbara) d'Astorre II Manfredi. Il était référencé comme peintre à la cour et était décrit pictor publicus et magister en 1461. En 1452, on lui donna Marcius comme deuxième nom et plus tard le nom familier de Savoretti.
Dans un document du 24 septembre 1474, il est donné pour décédé.

## Œuvres
- Portrait de Lionel d'Este (vers 1447), huile sur bois de 57,5 cm × 39,4 cm, National Gallery, Londres[1].